# Billy Talent III
Billy Talent III — третий студийный альбом канадской рок-группы Billy Talent. Альбом был записан с продюсером Брендоном О’Брайеном. Выпущен 10 июля 2009 года на территории Бельгии, Швейцарии, Германии, Австрии, Италии и Нидерландов, 13 июля поступил в продажу в Великобритании, Франции, Норвегии, Дании, ЮАР и Ирландии, 14 июля — в Канаде, Финляндии, Швеции и Испании, 17 июля — в Австралии и Новой Зеландии, 22 сентября — в США, 11 ноября 2009 года география выпуска альбома пополнилась Японией.
Песня «Turn Your Back», записанная изначально с привлечением членов Anti-Flag, увидела свет 16 сентября 2008 года, в альбоме композиция сыграна исключительно усилиями Billy Talent. Первый сингл с альбома, «Rusted from the Rain», появился на свет 16 мая 2009 года, «Devil On My Shoulder» — 26 августа 2009. 1 февраля 2010 года в пределах интернет-портала MySpace был выпущен клип на композицию «Saint Veronika». Следующим синглом стал «Diamond on a Landmine».

## Список композиций
1. «Devil on My Shoulder» — 3:49
2. «Rusted from the Rain» — 4:13
3. «Saint Veronika» — 4:09
4. «Tears Into Wine» — 4:12
5. «White Sparrows» — 3:14
6. «Pocketful of Dreams» — 3:34
7. «The Dead Can’t Testify» — 4:27
8. «Diamond on a Landmine» — 4:30
9. «Turn Your Back» — 3:22
10. «Sudden Movements» — 3:39
11. «Definition of Destiny» — 4:15
12. «Bloody Nails and Broken Hearts» (бонусный трек)